# KISS YOU (KISS JAPAN)
『KISS YOU (KISS JAPAN)』（キス・ユー - キス・ジャパン）は、TM NETWORKの18枚目のシングル。

## 背景
11枚目のシングル「KISS YOU 〜世界は宇宙と恋におちる〜」のリミックスバージョン。3枚同時リリースされたリプロダクションシングルの1つ。「COME ON EVERYBODY」のリミックスを手掛けたナイル・ロジャースが所属しているシックのメンバー、バーナード・エドワーズが表題曲、カップリング曲ともにリミックスを手がけ、またベースを弾いている。
カップリング曲の「TIME (PASSES SO SLOWLY)」は、アルバム『DRESS』未収録曲であり、一連のリプロダクトの中で唯一ボーカルの録り直しを行った曲である。このバージョンは、2004年にリリースされたベストアルバム『Welcome to the FANKS!』に初収録された。

## 収録曲
| 全作曲: 小室哲哉。 |                             |            |            |                               |      |
| #                  | タイトル                    | 作詞       | 作曲・編曲 | Produced                      | 時間 |
| 1.                 | 「KISS YOU (KISS JAPAN)」   | 小室みつ子 | 小室哲哉   | Bernard Edwards               | 4:58 |
| 2.                 | 「TIME (PASSES SO SLOWLY)」 | 三浦徳子   | 小室哲哉   | Jimmy Bralower and Peter Wood | 4:53 |
| 合計時間:          | 合計時間:                   | 合計時間:  | 合計時間:  | 9:51                          |      |

## 収録アルバム
KISS YOU (KISS JAPAN)
- DRESS
- GROOVE GEAR 1984-1994 (ライブバージョン)
- TIME CAPSULE all the singles
- TM NETWORK THE SINGLES 2
- TM NETWORK ORIGINAL SINGLES 1984-1999
- TM NETWORK ORIGINAL SINGLE BACK TRACKS 1984-1999 (オリジナル・カラオケ)

TIME (PASSES SO SLOWLY)
- DRESS (2013年再発盤のみ)
- Welcome to the FANKS!
- TM NETWORK THE SINGLES 2 (初回限定盤のみ)